# Кандиду, Иван
Иван Кандиду (порт. Ivan Cândido; 21 декабря 1931 года — 31 мая 2016 года, Рио-де-Жанейро) — бразильский актёр.

## Биография и карьера
Дебютировал в кино в 1962 году в полнометражном фильме Нелсона Перейры «Золотой рот». В последующие годы много снимался в лентах так называемого «бразильского нового кино» работал с такими режиссёрами как Руй Герра, Леон Хиршман, Мигел Боргес, Эктор Бабенко, Роберту Фариас, Давид Невес, Густаву Даль, Ана Мария Магальяйнш.
Ещё активнее, чем в кино для широкого экрана, участвовал в съёмках телесериалов, как типичных «мыльных опер», так и комедийного или социального характера. В последние годы, преимущественно использовался режиссёрами в ролях военных либо политиков.
Помимо актёрской работы, несколько раз за карьеру исполнил обязанности продюсера документального фильма (в «Абсолютном большинстве» по сценарию и с режиссурой Леона Хиршмана), ассистента режиссёра и второго сценариста (в фильмах As Escandalosas и O Último Malandro  Мигела Боргеса).
Умер в возрасте 84 лет от пневмонии. 26 мая 2016 года на фоне острой легочной и сердечной недостаточности был госпитализирован в отделение реанимации и интенсивной терапии больницы Рио-де-Жанейро. Несмотря на проведенные мероприятия интенсивной терапии умер во второй половине дня 31 мая. Его тело было кремировано на следующий день, 1 июня 2016 года, прах захоронен на кладбище столичного района Кажу.
Оставил после себя трёх дочерей и четырёх внуков.

## Избранная фильмография
(только значимые по признакам наличия рецензий, номинаций или премий)
В кинофильмах
- 1964 — Os Fuzis / The Guns / Ружья — солдат
- 1965 — A Falecida / The Deceased / Умершие — Тонинью
- 1974 — A Cartomante
- 1976 — Fogo Morto / The Last Plantation / Мёртвый огонь — от автора (голос)
- 1977 — Barra Pesada / Heavy Trouble — комиссар
- 1977 — Lúcio Flávio, o Passageiro da Agonia / Lucio Flavio / Лусиу Флавиу, пассажир Агонии — Бешара
- 1982 — Tensão no Rio / Напряжённость в Рио — шеф службы безопасности
- 1982 — Luz del Fuego / Лус дел Фуэго — Теодору Диас
- 1982 — Pra frente, Brasil / Вперёд, Бразилия
- 1985 — Pedro Mico / Педру Мику
- 2006 — Zuzu Angel / Зузу Анжел — капеллан

В телесериалах
- 1970 — Assim na Terra Como no Céu / На земле как на небе — Годой
- 1970 — Irmãos Coragem — Герсон Лозада
- 1971 — O Homem Que Deve Morrer — Годой
- 1972 — Selva de Pedra / Каменный лес — Baby[уточнить]
- 1975 — Pecado Capital / Шальные деньги — Котинью
- 1976 — O Casarão / Особняк — Валентин
- 1978 — Dancin' Days — Анибал
- 1978 — Ciranda, Cirandinha — Умберту
- 1980 — Água-Viva / Живая вода — Тессиу
- 1982 — Elas por Elas / Они их — Рубан
- 1986 — Roda de Fogo / Огненное колесо — Анселму дус Сантус
- 1989 — O Salvador da Pátria — Зен (Зенобиу Рейс)
- 1990 — Rainha da Sucata / Королева металлолома — Франклин
- 1992 — Anos Rebeldes / Мятежные годы  — Абеларду Галван
- 1994 — Pátria Minha / Моя родина — Деодату Фонсека
- 1996 — A Vida como Ela É… / Жизнь, как она есть...
- 1998 — Labirinto / Labyrinth  — Клаудионор Меллу
- 1998 — Hilda Furacão / Hilda Hurricane / Неукротимая Хильда — Прокопиу
- 1999 — Suave Veneno / Нежный яд — Сандовал
- 2004—2005 — Senhora do Destino / Her own Destiny / Хозяйка судьбы — детектив
- 2005 — A Lua Me Disse / Луна мне сказала — Анселму Гомес
- 2006 — Cobras & Lagartos / Snakes & Lizards / Змеи и ящерицы — падре Валериану

## Награды
- 1978 — премия Кинофестиваля в Грамаду[порт.] за лучшую мужскую роль второго плана в фильме Barra Pesada[2]